# Silicon Valley Bank
Silicon Valley Bank (SVB) es un banco comercial con sede en Santa Clara, California, subsidiaria de First Citizens Bank. SVB esta en la lista de los veinte bancos más grandes de los Estados Unidos y era el banco más grande de Silicon Valley especializado en depósitos locales, con una participación de mercado del 25,9 % al 30 de junio de 2016. Era una subsidiaria de SVB Financial Group, una sociedad de cartera bancaria. El 10 de marzo de 2023, tras de un fuerte caída de sus activos, sufrió una quiebra bancaria y fue absorbida por la Corporación Federal de Seguros de Depósitos, siendo la segunda mayor quiebra bancaria en la historia financiera estadounidense.
La compañía ofrecía préstamos a empresas de tecnología, brindando múltiples servicios de capital de riesgo, financiamiento basado en ingresos y firmas de capital inversión que invierten en tecnología y biotecnología, y también en servicios de banca privada para personas de alto poder adquisitivo, en su mercado local en Silicon Valley. Además de tomar depósitos y otorgar préstamos, el banco operaba divisiones de capital de riesgo y capital privado que a veces invertían en los clientes de banca comercial de la empresa.
El banco operaba desde 29 oficinas en los Estados Unidos y desde oficinas en India, Reino Unido, Israel, Canadá, China, Alemania, Hong Kong, Irlanda, Dinamarca y Suecia.

## Historia
Silicon Valley Bank fue fundado en 1983 por el ejecutivo de Wells Fargo, Bill Biggerstaff, y el profesor de la Universidad de Stanford, Robert Medearis, para trabajar en las necesidades de las empresas emergentes. Los dos ex gerentes de Bank of America eran compañeros de tenis y se les ocurrió la idea durante un juego de póquer en Pájaro Dunes, California. Abrió su primera oficina en Santa Clara. en 1986 se unió a  National InterCity Bancorp e ingreso a la bolsa donde recaudo 6 millones de dólares brindando servicios bancarios y crediticios.

### Quiebra de 2023
Los depósitos del banco SVB aumentaron de 62 mil millones de dólares en marzo de 2020 a 124 mil millones de $ en marzo de 2021, beneficiados por el impacto de la pandemia de COVID-19 en la ciencia y la tecnología. La mayoría de estos depósitos se invirtieron en bonos del Tesoro a largo plazo, a muy bajo rendimiento que en su momento rendian 1.79% anual (marzo de 2021), que no tienen alto riesgo, ya que el banco buscaba un mayor rendimiento de la inversión que el disponible en bonos a más corto plazo. El valor de estos bonos a largo plazo fue cayendo a medida que aumentaron las tasas de interés durante el aumento de la inflación de 2021-2023 y se volvieron menos atractivos como inversiones. Al 31 de diciembre de 2022, SVB tenía pérdidas no contabilizadas a precios de mercado superiores a 15 mil millones de $ para valores mantenidos hasta el vencimiento. Al mismo tiempo, las empresas emergentes (start-ups) retiraron depósitos del banco para financiar operaciones a medida que se hacía más difícil conseguir financiación privada. Sin embargo para diciembre el banco presentaba activos por 209 mil millones de dólares de respaldo.
El 9 de marzo de 2023, las acciones de SVB Financial se desplomaron más del 62 % después de que la empresa propusiera una venta de acciones para apuntalar su balance general, que había sufrido una pérdida de 1800 millones de $ al tener que vender estos bonos del Tesoro debido al aumento de la inflación para cumplir sus compromisos. Tras la noticia, varias empresas de capital de riesgo, incluidas Founders Fund, Coatue Management y Union Square Ventures, aconsejaron a sus empresas de cartera que retiraran su dinero de SVB, lo que contribuyó a un pánico bancario. Las acciones de SVB cayeron otro 66% en la negociación previa a la comercialización el 10 de marzo, antes de que se detuviera la negociación "por noticias pendientes". El banco fue cerrado por el Departamento de Innovación y Protección Financiera de California el mismo día citando liquidez inadecuada e insolvencia. El regulador estatal designó como síndico a la Corporación Federal de Seguro de Depósitos, que transfirió los depósitos asegurados a una nueva institución, el Banco Nacional de Seguros de Depósitos de Santa Clara. Se convirtió en la mayor quiebra bancaria desde la crisis financiera de 2008, cuando cayó Washington Mutual.
Joe Biden, en unas declaraciones públicas, llamó a la calma y afirmó que los pequeños ahorradores serían rescatados no así los inversores pues <<Así es cómo funciona el capitalismo>>, fue una manera de justificar la crisis económica de Estados Unidos. El Silicon Valley Bank quebró por la compra de bonos del Tesoro con unos intereses bajos a diez años cuando inició la inflación en 2021.